# Liste des cathédrales de Lviv
Plusieurs confessions chrétiennes ont une cathédrale à Lviv (Ukraine) :
- la basilique-cathédrale de l’Assomption-de-la-Bienheureuse-Vierge-Marie se rattache à l’Église catholique ;
- la cathédrale de la Dormition-de-la-Bienheureuse-Mère-de-Dieu se rattache à l’Église apostolique arménienne ;
- la cathédrale Saint-Georges se rattache à l’Église grecque-catholique ukrainienne.

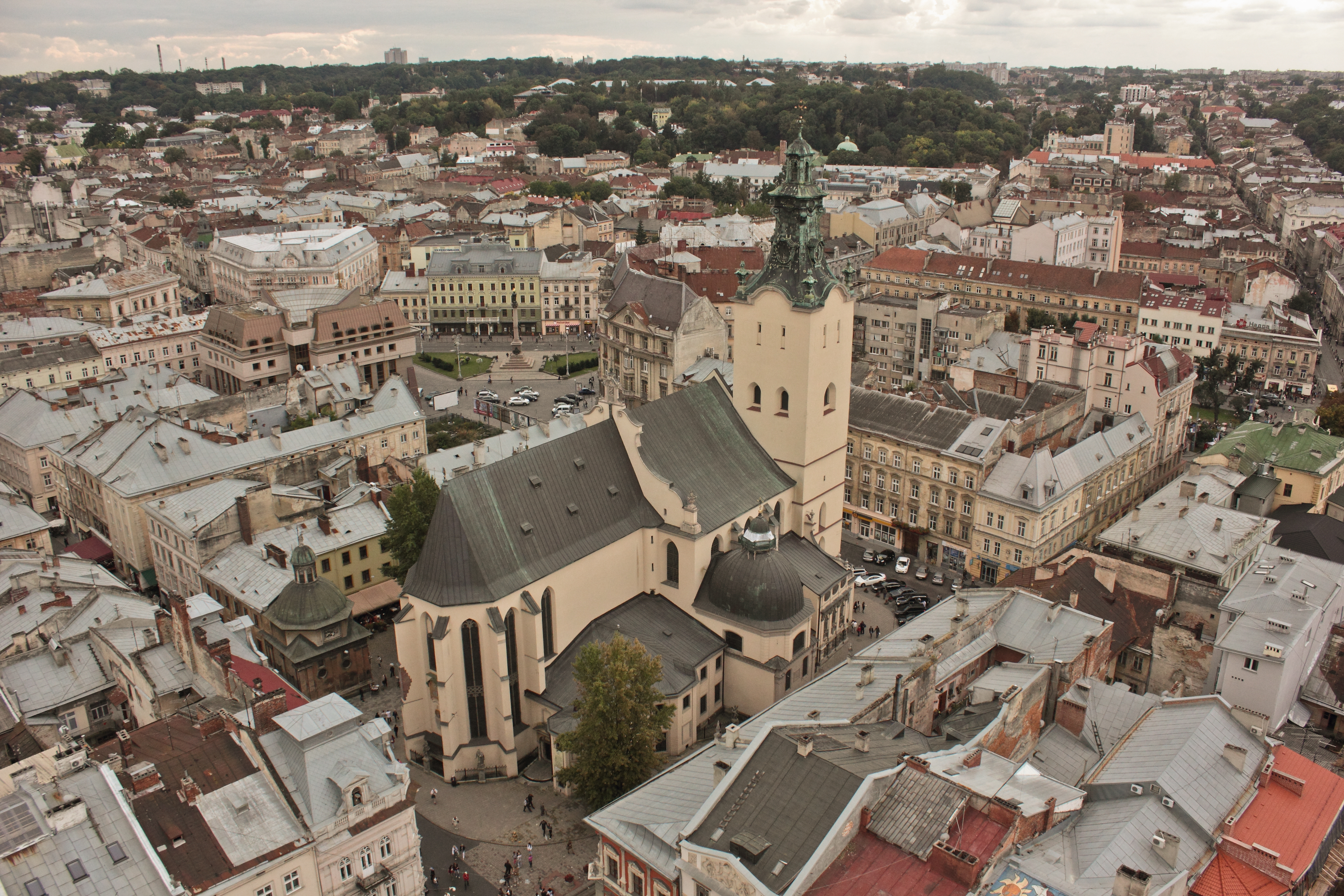
La cathédrale catholique.
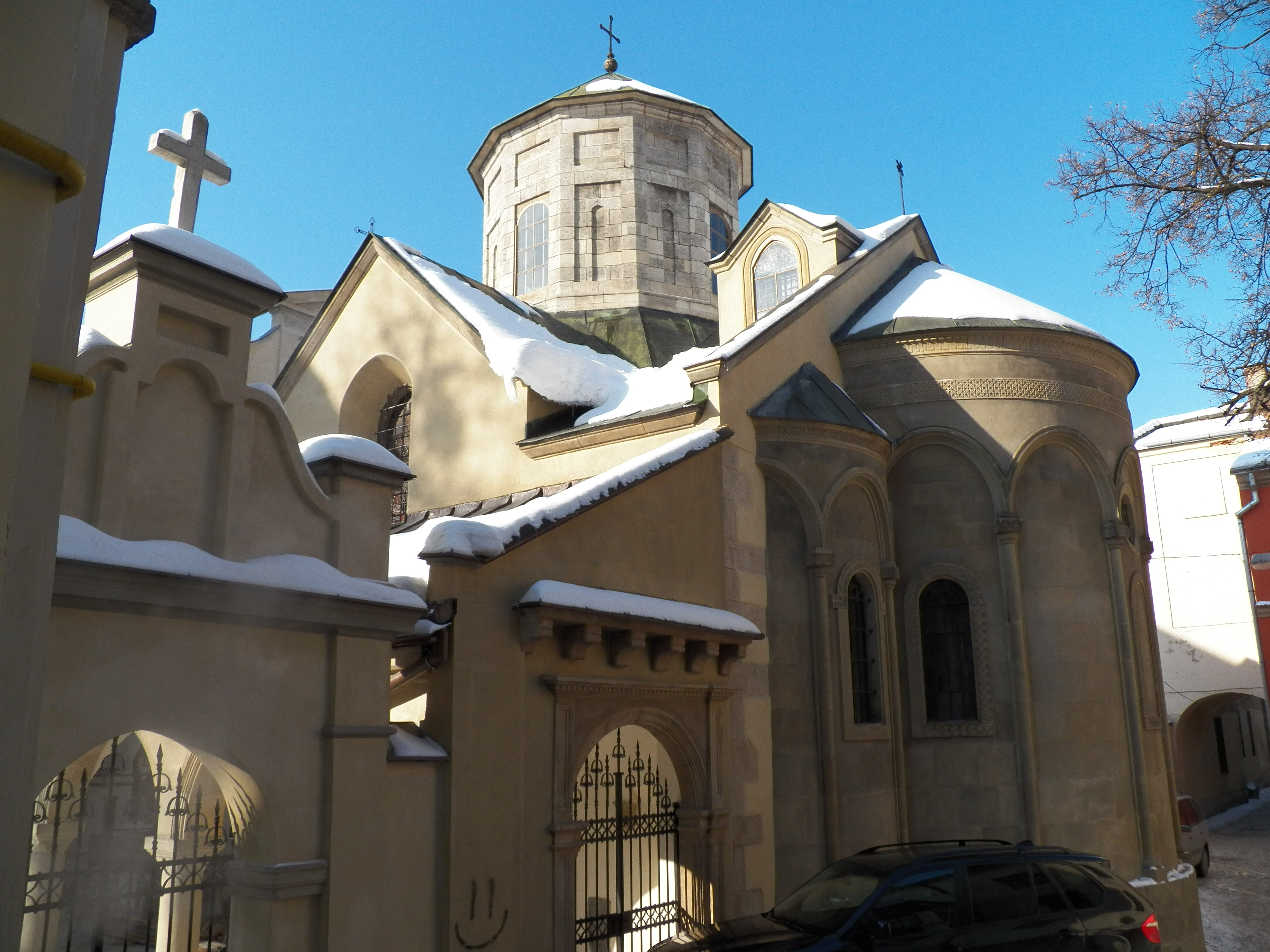
La cathédrale arménienne.
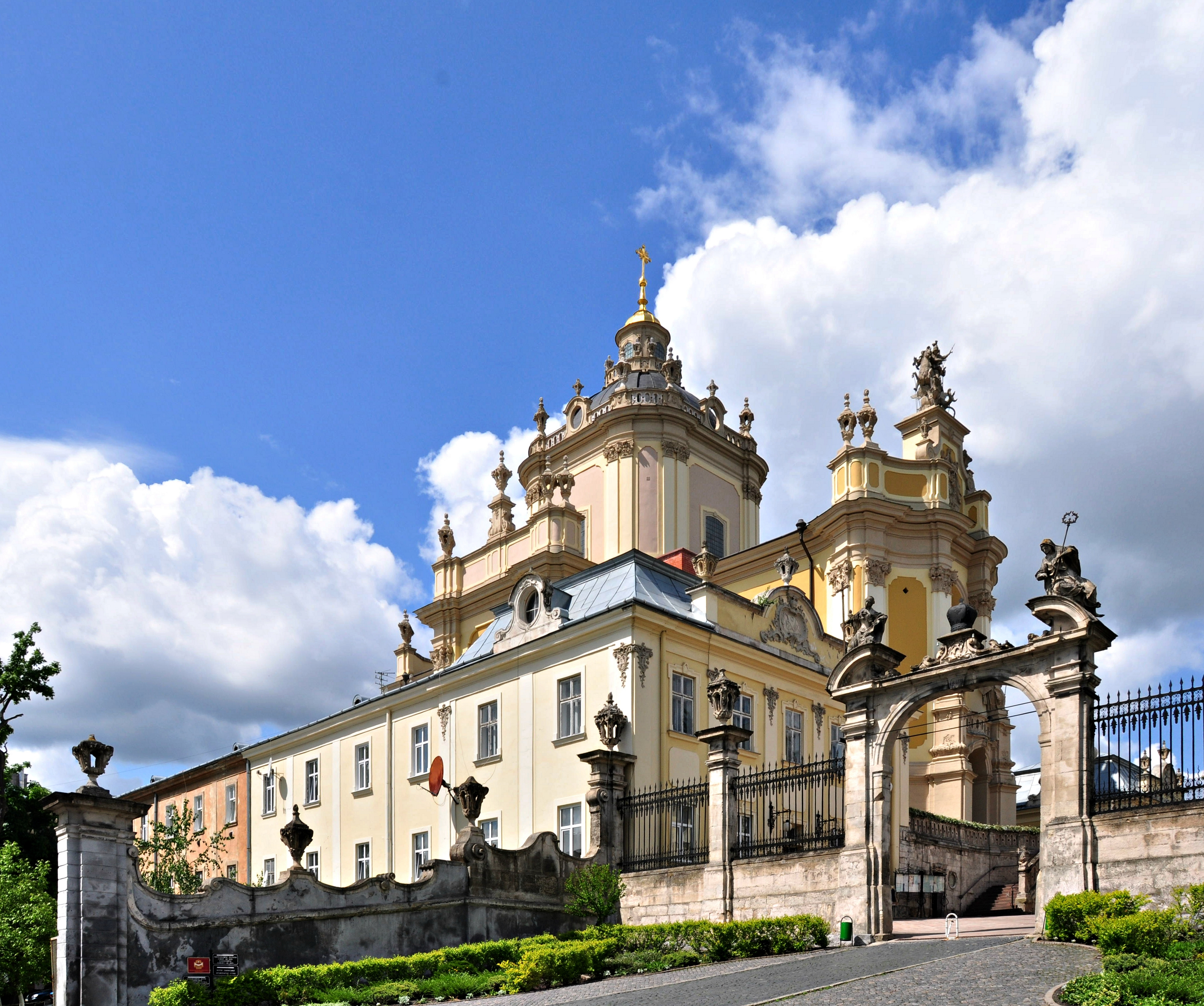
La cathédrale Saint-Georges.